# Таверноле сул Мела
Тавѐрноле сул Мѐла (на италиански: Tavernole sul Mella, на източноломбардски: Taèrnole, Таерноле) е село и община в Северна Италия, провинция Бреша, регион Ломбардия. Разположено е на 475 m надморска височина. Населението на общината е 1398 души (към 2013 г.).